# Quesa
Quesa è un comune spagnolo di 753 abitanti situato nella comunità autonoma Valenciana.